# Peyzac-le-Moustier
Peyzac-le-Moustier (en occitano Paisac e Lo Mostièr) es una commune francesa, situada en el departamento de la Dordoña y la región de Aquitania, en el suroeste de Francia.

## Historia
En 1793, los tres municipios de Le Moustier, Peyzac y La Roque-Saint-Christophe se fusionaron con el nombre de Peyzac-de-Montignac.
En 1925, Peyzac-de-Montignac se convirtió en Peyzac-le-Moustier.

## Demografía
| 151             | 157 | 119 | 112 | 117 | 147 |
| (Fuente: INSEE) |     |     |     |     |     |

## Lugares y monumentos
- Los abrigos de Moustier son yacimientos prehistóricos que dieron su nombre a la época y la industria lítica musteriense, habiendo sido declarados Patrimonio de la Humanidad por la Unesco.